# Marsonnas

Marsonnas este o comună în departamentul Ain din estul Franței.